# Gedurende de avond
Gedurende de avond (Genom kvällen) is een compositie van de Fin Mikko Heiniö.
In dit werk combineert Heiniö een liedcompositie met een pianoconcert - de subtitel van het werk is dan ook Pianoconcert nummer 4. De pianopartij is in dit werk namelijk net zo belangrijk als de zangstem van het gemengde koor. De teksten werden geleverd door de Zweed Bo Carpelan uit zijn bundel Den svala Dagen uit 1961. Het werk bestaat uit vier delen, maar de muziek wordt continu gespeeld. De opdracht kwam van het stadsbestuur van Espoo. De eerste uitvoering vond daar plaats, door het Tapiola Sinfonietta, ook wel Espoo Stadsorkest genaamd, op 21 mei 1989, met het Tapiola Koor.
De delen zijn achtereenvolgens Appassionato, Precipitose, Placido en Teneramente, waarbij de delen 1 en 2 gekoppeld zijn, net als de laatste twee delen. Het basismateriaal, dat in het appassionato wordt tentoongesteld bestaat uit een dreigend ritme, akkoorden in het koor en een tritonus, in dit geval F-Bes-E-Gis-Cis-Fis. Daarnaast komen chromatische toonschalen voor en maakt de componist gebruik van de hele-toonstoonladder. Dit alles geeft het werk een uiterst modern karakter, veel moderner dan bijvoorbeeld Heiniö's Hermes van later datum. Daartegenover staat dat de thematiek uit het eerste deel terugkomt in het laatste, een traditionele manier voor het componeren van een concerto.

## Orkestratie
- gemengd koor
- piano
- violen, altviolen, celli en contrabassen

## Discografie
- Uitgave Finlandia Records: uitvoerende eerste uitvoering onder leiding van Juhani Lämminmäki met pianist Liisa Pohjola

## Bron
- de compact disc van Finlandia Records
- FIMIC, Finse muziekorganisatie